# پروآنتوسیانیدین ای۲
پروآنتوسیانیدین ای۲ (به انگلیسی: Proanthocyanidin A2) یک ترکیب شیمیایی با شناسه پاب‌کم ۱۲۴۰۲۵ است. 